# بني افتح
بني افتح قرية مغربية [شمال المملكة، تنتمي إلى إقليم تازة الساحلي، شرقي مدينة فاس، تضم بلدة بني افتح 12.378 نسمة (إحصاء 2004).

## دواوير الجماعة
- الحبايلة
- واد بلوجي
- الحبايلة الفوقية